# Töntarna
"Töntarna" är en låt av det svenska rockbandet Kent. Låten gavs ut den 5 oktober 2009, som singel och medföljde även bandets album Röd, som gavs ut den 6 november 2009. Låten gick direkt upp på första plats på Trackslistan, där den efter fyra veckor föll ner till tredje plats, och på Top 60 singelhitlistan. 
Låten nådde första plats på både den svenska och norska singellistan samt femte plats i Finland.

## Låtlista
1. "Töntarna" - 4:44
2. "Töntarna" (Punks Junk Up Remix) - 5:19
3. "Töntarna" (Familjen Remix) - 4:12

Anmärkningar
- Det andra spåret är felaktigt listat som "Punks Junk Up Remix", vilket i själva verket syftar på DJ-gruppen Punks Jump Up. Felskrivningen finns bland annat tryckt på baksidan av CD-singeln.[2]